# Intemperie
Intemperie és una pel·lícula dramàtica espanyola dirigida per Benito Zambrano i protagonitzada per Luis Tosar, Jaime López, Luis Callejo i Vicente Romero. El guió va ser a càrrec dels germans Daniel i Pablo Remón i del propi Zambrano a partir de la novel·la homònima de l'escriptor extremeny Jesús Carrasco.
Es va acabar de rodar a l'agost de 2018, i a Espanya es va estrenar el 22 de novembre de 2019.

## Sinopsi
Intemperie narra la dramàtica història d'un nen que, per raons desconegudes (però que s'endevinen terribles), fuig del poble i s'endinsa en la implacable plana. En la seva escapada es trobarà amb un silenciós cabrer que l'ajudarà davant dels seus perseguidors, el capatàs del poble i els seus homes.

## Producció
La pel·lícula és fruit d'una coproducció hispanoportuguesa encapçalada per Morena Films, que venia encadenant èxits de taquilla com ara Campeones i Todos lo saben; també van participar Áralan Films, Intempèrie La Pel·lícula A.I.E. i Ukbar Films, amb l'ajuda de Televisió Espanyola, Canal Sur i Movistar+. Va comptar a més amb el finançament de l'Institut de la Cinematografia i amb el suport de l'Agència Andalusa d'Institucions Culturals.
El rodatge es va desenvolupar als pobles granadins d'Orce, Galera, Huéscar i Puebla de Don Fadrique. A causa de l'interès del director de rodar tot el possible en escenaris naturals, l'equip de filmació va haver d'evitar tot espai o element que pogués identificar-se com a actual (com les torres d'alta tensió); a més, els seus membres van haver patir infestacions de puces i van necessitar —malgrat la tòrrida calor exterior— mantes i peces d'abric per treballar en les coves. I per donar versemblança al personatge del nen, el jove actor va haver d'aprendre a cavalcar o a munyir.

### Repartiment
Igual que en la novel·la, els personatges no s'identifiquen pel seu nom propi, sinó, en tot cas, pel seu sobrenom (ajudants del capatàs).

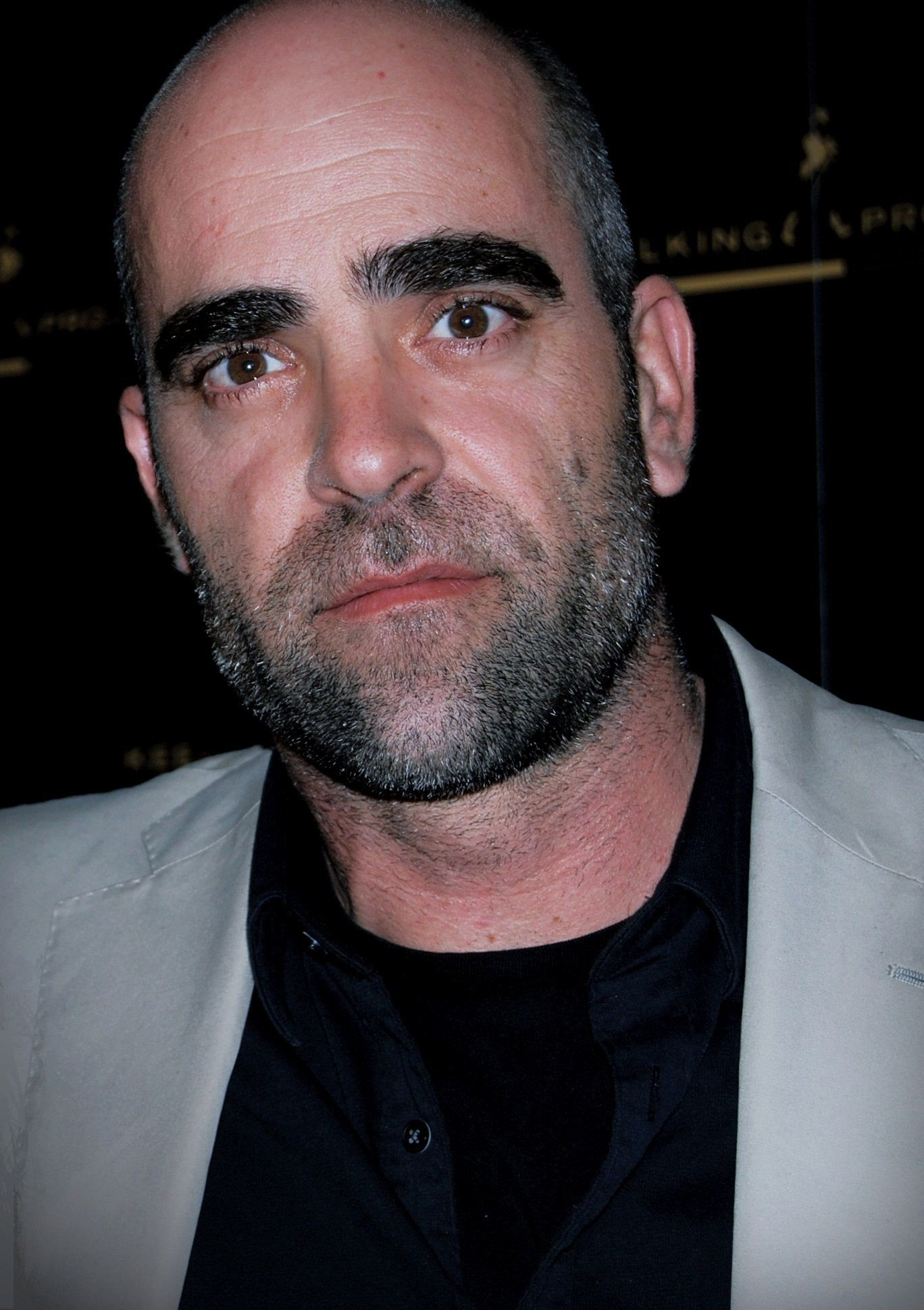
Luis Tosar l'any 2012.

| - Luis Tosar com a pastor. - Jaime López com a nen. - Luis Callejo com a capatàs. - Vicente Romero com el Triana. | - Juanjo Pérez Yuste com el Segòvia. - Adriano Carvalho com el Portuguès. - Kandido Uranga com el vell. - Manolo Car com el tullit. |

## Recepció

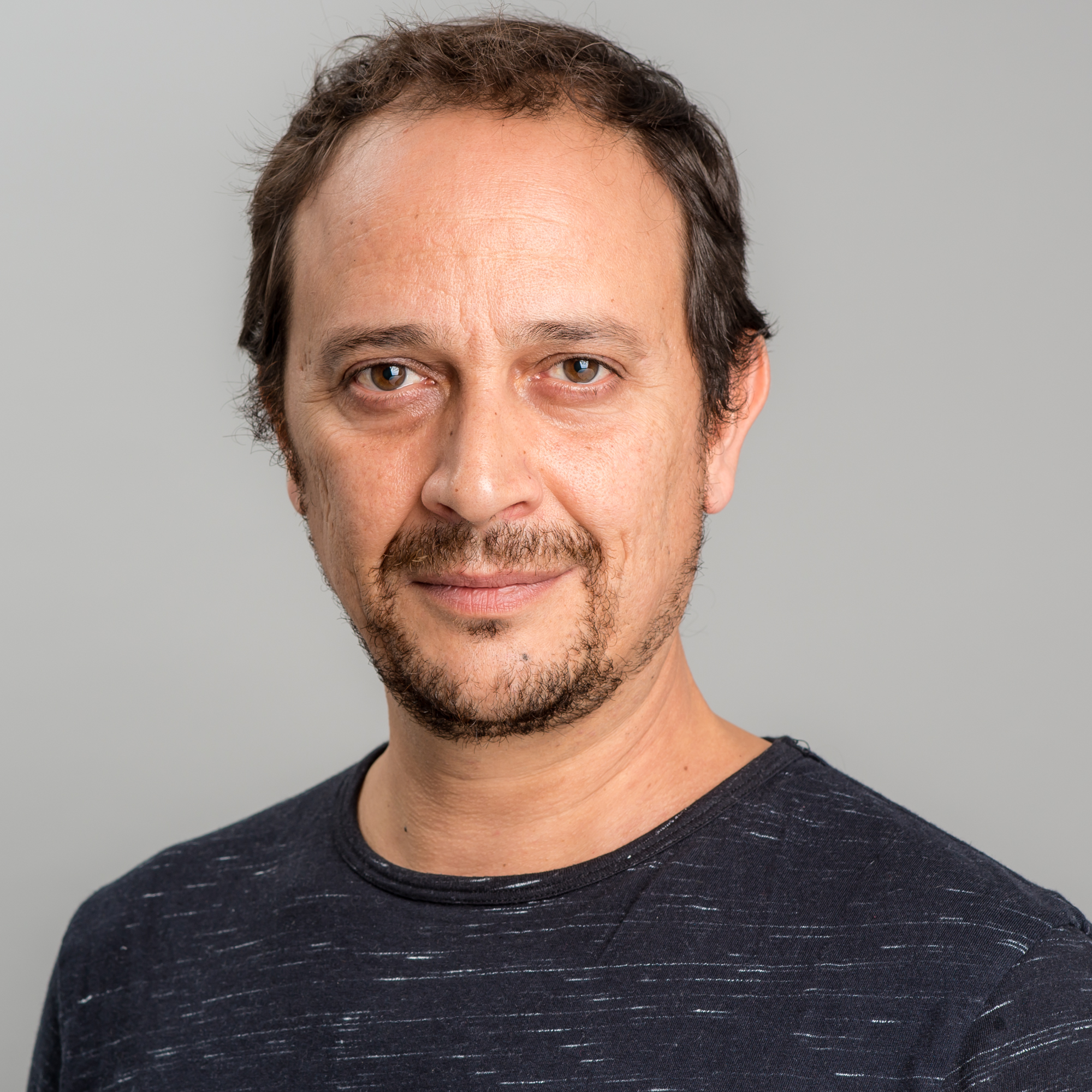
Luis Callejo l'any 2016.

Intempèrie es va estrenar en 166 sales d'Espanya el 22 de novembre de 2019, quinze mesos després de finalitzat el rodatge. Segons dades de la consultora ComScore publicats per l'Institut de Cinematografia i de les Arts Audiovisuals (ICAA), a data de 27 de desembre havia estat vista per 90 381 espectadors i havia recaptat 519 160 euros.
La crítica especialitzada va ser unànime en establir paral·lelismes entre la posada en escena d'Intemperie i les convencions narratives pròpies de les pel·lícules de l'Oest. Així, Eduardo de Vicente (El Periódico) etiqueta la cinta com un «western ambientat en l'Espanya de la postguerra»; Quim Casas (El Periódico) titula: «Western en el mas»; Javier Ocaña (El País) percep en ella «anotacions de gènere, de “western”, de “thriller”, de “road movie”»; Oli Rodríguez Marxant (ABC) resumeix la trama com una «història de crueltats i pols situada entre el Sud i el Western»; segons Luis Martínez (El Mundo), el director «recompon les regles del western per imaginar alhora un drama rural amb la Guerra Civil al fons»; Victor Esquirol (Filmaffinity) escriu: «El Salvatge Oest es trasllada, una vegada més, a la aridesa del sud espanyol»; finalment, Javier Mas (Cinemanía) suggereix que, «com el western és patrimoni imaginari universal, es pot reencarnar on li doni la gana; per exemple, en una terra erma i gairebé extraterrestre de l'Andalusia de postguerra».  

## Premis
En la convocatòria de 2020 dels Premis Asecan del Cinema Andalús, Intemperie va obtenir cinc premis:
- Premi Direcció (per a Benito Zambrano)
- Premi Guió (per a Benito Zambrano, Pablo Remón i Daniel Remón)
- Premi Interpretació Masculina de Repartiment (per a Vicente Romero)
- Premi Fotografia (per a Pau Esteve Birba)
- Premi Cançó Original (per a Javier Ruibal)

- XXXIV Premis Goya:

| Categoria                    | Nominat/Guanyador                           | Resultat  |
| ---------------------------- | ------------------------------------------- | --------- |
| Millor pel·lícula            | Intemperie                                  | Nominat   |
| Millor actor secundari       | Luis Callejo                                | Nominat   |
| Millor guió adaptat          | Benito Zambrano, Daniel Remón i Pablo Remón | Guanyador |
| Millor direcció de producció | Manolo Limón                                | Nominat   |
| Millor cançó original        | "Intemperie" de Javier Ruibal               | Guanyador |